# Gaius Longinius Speratus
Gaius Longinius Speratus (* 2. Jahrhundert; † 3. Jahrhundert) war ein römischer Ziegelfabrikant.

## Leben
Gaius Longinius Speratus diente in der Legio XXII Primigenia, die in Mogontiacum (Mainz) stationiert war, und ließ sich als Veteran in der Nähe des heutigen Ortes Großbottwar nieder. Auf dem Gelände seiner Villa rustica stellte er Ziegel her, die er in einem Umkreis von etwa 10 bis 20 Kilometern verkaufte. So wurden Ziegel mit Speratus’ Stempel „GLSP“ etwa in Weinsberg und Walheim gefunden.
Mit seiner Frau Iunia Deva hatte er vier Kinder. Die Namen der Familienangehörigen gehen aus der Weihinschrift eines Heiligtums für Apollo und Sirona hervor, das Longinius Speratus und seine Familie im Jahr 201 n. Chr. auf ihrem eigenen Grundstück errichten ließen. Die 142 Zentimeter breite, 82 Zentimeter hohe und 16 Zentimeter dicke Sandsteinplatte wurde 1710 in Großbottwar gefunden. Sie befand sich seit spätestens 1757 in Stuttgart. Nun befindet sie sich im Lapidarium des Württembergischen Landesmuseums. Sie enthält folgende Inschrift:
„In h(onorem) d(omus) d(ivinae) Apo[ll]ini et Sironae

aedem cum signis C(aius) Longinius

Speratus vet(eranus) leg(ionis) XXII Pr(imigeniae) p(iae) f(idelis)

et Iunia Deva coniunx et Lon-

gin(i) Pacatus Martinula Hila-

ritas Speratianus fili(i) in

suo posuerunt v(otum) s(olverunt) l(ibentes) l(aeti) m(erito)

Muciano et Fabiano co(n)s(ulibus)“
(Lateinische Inschrift der Sandsteinplatte, deutsch: „Zu Ehren des Kaiserhauses. Dem Apollo und der Sirona haben Gaius Longinius Speratus, Veteran der Legio XXII Primigenia Pia Fidelis, seine Frau Iunia Deva und ihre Kinder, die Longinii Pacatus, Martinula, Hilaritas und Speratianus, einen Tempel mit Standbildern auf ihrem eigenen Grund errichtet und ihr Gelübde gern und freudig nach Gebühr erfüllt, unter den Konsuln Mucianus und Fabianus“)